# Liga de Voleibol Superior Masculino 2022
La Liga de Voleibol Superior Masculino 2022 si è svolta dal 15 settembre al 21 dicembre 2022: al torneo hanno partecipato sette squadre di club portoricane e la vittoria finale è andata per la settima volta ai Mets de Guaynabo.

## Regolamento

### Formula
È prevista una regular season in cui le sette squadre partecipanti si affrontano fino a un totale di quattordici incontri, al termine dei quali le prime sei classificate accedono ai play-off scudetto:
- Ai quarti di finale le sei squadre vengono divise in due gironi da tre squadre ciascuno, affrontandosi in un doppio round-robin;
- Le prime due classificate dei due gironi dei quarti di finale si incrociano alle semifinali, giocate al meglio delle sette gare;
- Le formazioni vincenti alle semifinali si affrontano in finale, giocando nuovamente al meglio delle sette gare.

A seguito del passaggio dell'uragano Fiona e dei danni estesi riportati dall'isola di Porto Rico, il campionato è stato sospeso dal 16 al 25 settembre, con conseguente riassegnazione di tutte le gare in calendario in quell'arco temporale.

### Criteri di classifica
Se il risultato finale è stato di 3-0 o 3-1 sono stati assegnati tre punti alla squadra vincente e 0 a quella sconfitta, se il risultato finale è stato di 3-2 sono stati assegnati due punti alla squadra vincente e uno a quella sconfitta.
L'ordine del posizionamento in classifica è stato definito in base a:
- Punti;
- Scontri diretti;
- Ratio dei set vinti/persi negli scontri diretti;
- Ratio dei punti realizzati/subiti negli scontri diretti.

## Squadre partecipanti
Al campionato di Liga de Voleibol Superior Masculino 2022 partecipano sette franchigie. Delle squadre aventi diritto:
- I Capitanes de Arecibo hanno ceduto i propri diritti di partecipazione ai Plataneros de Corozal[5].
- I Patriotas de Lares saltano l'annata grazie a una dispensa[6].
- I Mulos de Juncos saltano l'annata grazie a una dispensa.

| Club                     | Stagione | Città         | Impianto                         | Stagione precedente                            |
| ------------------------ | -------- | ------------- | -------------------------------- | ---------------------------------------------- |
| Cafeteros de Yauco       | dettagli | Yauco         | Coliseo Raúl "Pipote" Oliveras   | 7ª in LVSM                                     |
| Caribes de San Sebastián | dettagli | San Sebastián | Coliseo Luis Aymat Cardona       | 3ª in LVSM, finale play-off scudetto           |
| Changos de Naranjito     | dettagli | Naranjito     | Coliseo Gelito Ortega            | 2ª in LVSM, Campioni di Porto Rico             |
| Gigantes de Carolina     | dettagli | Carolina      | Coliseo Guillermo Angulo         | 6ª in LVSM, quarti di finale play-off scudetto |
| Indios de Mayagüez       | dettagli | Mayagüez      | Palacio de Recreación y Deportes | 4ª in LVSM, quarti di finale play-off scudetto |
| Mets de Guaynabo         | dettagli | Guaynabo      | Coliseo Mario Morales            | 1ª in LVSM, semifinali play-off scudetto       |
| Plataneros de Corozal    | dettagli | Corozal       | Coliseo Carmen Zoraida Figueroa  | -                                              |

## Torneo

### Regular season

#### Risultati
| Risultati |                           |     |                                   |
|           |                           |     |                                   |
| 15-09     | Naranjito - Carolina      | 2-3 | 25-21, 22-25, 21-25, 25-17, 13-15 |
| 15-09     | Yauco - Mayagüez          | 3-2 | 27-29, 25-27, 25-14, 25-19, 15-12 |
| 28-09     | Guaynabo - Naranjito      | 3-2 | 25-20, 28-26, 20-25, 21-25, 25-13 |
| 29-09     | Corozal - Mayagüez        | 3-0 | 25-23, 25-23, 25-22               |
| 30-09     | Naranjito - Carolina      | 0-3 | 23-25, 20-25, 22-25               |
| 30-09     | San Sebastián - Yauco     | 3-1 | 25-23, 25-19, 18-25, 25-15        |
| 01-10     | Corozal - Carolina        | 1-3 | 22-25, 18-25, 25-23, 18-25        |
| 02-10     | San Sebastián - Corozal   | 2-3 | 28-26, 21-25, 25-22, 20-25, 13-15 |
| 02-10     | Naranjito - Yauco         | 3-1 | 25-21, 31-29, 12-25, 25-18        |
| 03-10     | Naranjito - Guaynabo      | 3-0 | 25-20, 25-19, 25-22               |
| 05-10     | Corozal - San Sebastián   | 3-0 | 25-17, 26-24, 25-23               |
| 05-10     | Yauco - Guaynabo          | 3-2 | 23-25, 20-25, 25-18, 25-20, 15-13 |
| 06-10     | Carolina - Mayagüez       | 3-1 | 25-23, 25-27, 25-16, 25-22        |
| 07-10     | Carolina - Yauco          | 2-3 | 21-25, 25-19, 23-25, 25-18, 11-15 |
| 07-10     | Mayagüez - Naranjito      | 0-3 | 23-25, 22-25, 15-25               |
| 08-10     | Yauco - Corozal           | 2-3 | 25-21, 20-25, 23-25, 25-23, 11-15 |
| 08-10     | Guaynabo - San Sebastián  | 3-0 | 25-22, 25-21, 25-10               |
| 09-10     | Carolina - Naranjito      | 1-3 | 18-25, 14-25, 25-22, 21-25        |
| 09-10     | Guaynabo - Mayagüez       | 3-0 | 25-15, 25-16, 25-21               |
| 12-10     | Mayagüez - Corozal        | 0-3 | 28-30, 23-25, 18-25               |
| 12-10     | Guaynabo - Naranjito      | 0-3 | 22-25, 24-26, 18-25               |
| 13-10     | San Sebastián - Carolina  | 2-3 | 26-24, 25-14, 20-25, 26-28, 9-15  |
| 14-10     | Corozal - Mayagüez        | 3-1 | 25-21, 22-25, 25-19, 25-20        |
| 14-10     | Carolina - Yauco          | 3-0 | 25-22, 25-19, 29-27               |
| 15-10     | San Sebastián - Guaynabo  | 0-3 | 16-25, 22-25, 25-27               |
| 16-10     | Mayagüez - Yauco          | 3-2 | 25-15, 23-25, 25-20, 22-25, 15-11 |
| 16-10     | Naranjito - Corozal       | 3-0 | 25-21, 25-19, 25-17               |
| 18-10     | Guaynabo - Yauco          | 2-3 | 25-13, 25-21 18-25, 22-25, 13-15  |
| 19-10     | San Sebastián - Naranjito | 2-3 | 25-19, 25-23, 21-25, 22-25, 11-15 |
| 20-10     | Carolina - Mayagüez       | 3-1 | 25-21, 21-25, 25-19, 25-21        |
| 20-10     | Corozal - Guaynabo        | 1-3 | 14-25, 20-25, 25-23, 14-25        |
| 21-10     | Corozal - Yauco           | 0-3 | 19-25, 22-25, 22-25               |

| Risultati |                           |     |                                   |
|           |                           |     |                                   |
| 22-10     | Naranjito - San Sebastián | 1-3 | 25-19, 16-25, 21-25, 21-25        |
| 22-10     | Yauco - Guaynabo          | 0-3 | 19-25, 21-25, 17-25               |
| 23-10     | Corozal - Carolina        | 3-1 | 22-25, 25-20, 25-22, 25-13        |
| 23-10     | Mayagüez - Naranjito      | 0-3 | 24-26, 22-25, 15-25               |
| 24-10     | Guaynabo - Mayagüez       | 3-2 | 19-25, 25-19, 25-22, 23-25, 15-11 |
| 25-10     | Yauco - Carolina          | 3-2 | 18-25, 17-25, 25-18, 30-28, 15-11 |
| 26-10     | Guaynabo - San Sebastián  | 3-0 | 25-20, 25-15, 25-16               |
| 26-10     | Corozal - Naranjito       | 1-3 | 17-25, 25-20, 20-25, 17-25        |
| 27-10     | Carolina - Guaynabo       | 3-2 | 27-25, 25-22, 21-25, 22-25, 15-8  |
| 28-10     | San Sebastián - Yauco     | 0-3 | 22-25, 21-25, 20-25               |
| 29-10     | San Sebastián - Mayagüez  | 3-2 | 23-25, 22-25, 25-20, 25-16, 15-13 |
| 30-10     | Yauco - Naranjito         | 2-3 | 25-18, 16-25, 19-25, 25-22, 12-15 |
| 30-10     | Mayagüez - Carolina       | 3-2 | 25-18, 16-25, 27-25, 22-25, 15-7  |
| 01-11     | San Sebastián - Carolina  | 3-1 | 29-27, 25-20, 20-25, 25-18        |
| 01-11     | Mayagüez - Guaynabo       | 0-3 | 17-25, 21-25, 17-25               |
| 02-11     | Yauco - Corozal           | 3-1 | 21-25, 25-22, 25-18, 25-19        |
| 03-11     | Mayagüez - San Sebastián  | 0-3 | 22-25, 19-25, 24-26               |
| 03-11     | Carolina - Guaynabo       | 3-2 | 19-25, 28-26, 25-21, 22-25, 15-13 |
| 05-11     | Guaynabo - Carolina       | 3-0 | 25-14, 25-23, 25-17               |
| 05-11     | Naranjito - Corozal       | 3-2 | 25-19, 20-25, 19-25, 25-14, 15-13 |
| 06-11     | Mayagüez - San Sebastián  | 1-3 | 23-25, 24-26, 25-23, 24-26        |
| 07-11     | San Sebastián - Corozal   | 0-3 | 18-25, 20-25, 22-25               |
| 08-11     | Naranjito - Mayagüez      | 3-1 | 25-21, 19-25, 27-25, 25-16        |
| 09-11     | Corozal - Guaynabo        | 1-3 | 25-21, 18-25, 20-25, 22-25        |
| 09-11     | Yauco - San Sebastián     | 3-0 | 25-0, 25-0, 25-0                  |
| 10-11     | Carolina - Corozal        | 0-3 | 20-25, 19-25, 16-25               |
| 11-11     | Yauco - Naranjito         | 3-1 | 27-25, 25-21, 23-25, 25-20        |
| 12-11     | Carolina - San Sebastián  | 2-3 | 25-21, 22-25, 25-22, 20-25, 9-15  |
| 13-11     | Mayagüez - Yauco          | 3-0 | 25-20, 25-13, 25-21               |
| 13-11     | Naranjito - San Sebastián | 3-2 | 25-18, 25-18, 21-25, 25-27, 15-7  |
| 13-11     | Guaynabo - Corozal        | 2-3 | 26-28, 25-15, 25-18, 21-25, 14-16 |

#### Classifica
| Pos. | Squadra                  | Pt | G  | V  | P  | SV | SP | Ratio | PF | PS | Ratio |
| ---- | ------------------------ | -- | -- | -- | -- | -- | -- | ----- | -- | -- | ----- |
| 1.   | Changos de Naranjito     | 39 | 18 | 13 | 5  |    |    |       |    |    |       |
| 2.   | Mets de Guaynabo         | 36 | 18 | 11 | 7  |    |    |       |    |    |       |
| 3.   | Plataneros de Corozal    | 28 | 18 | 10 | 8  |    |    |       |    |    |       |
| 4.   | Gigantes de Carolina     | 27 | 18 | 9  | 9  |    |    |       |    |    |       |
| 5.   | Cafeteros de Yauco       | 25 | 18 | 10 | 8  |    |    |       |    |    |       |
| 6.   | Caribes de San Sebastián | 24 | 18 | 7  | 11 |    |    |       |    |    |       |
| 7.   | Indios de Mayagüez       | 10 | 18 | 3  | 15 |    |    |       |    |    |       |

      Ai play-off scudetto.

### Play-off scudetto

#### Quarti di finale

##### Girone A

###### Risultati
| Gara 1 |                           |     |                     |
|        |                           |     |                     |
| 17-11  | Naranjito - San Sebastián | 3-0 | 25-23, 25-17, 25-22 |

| Gara 2 |                         |     |                     |
|        |                         |     |                     |
| 19-11  | Corozal - San Sebastián | 0-3 | 23-25, 18-25, 36-38 |

| Gara 3 |                     |     |                            |
|        |                     |     |                            |
| 21-11  | Naranjito - Corozal | 3-0 | 19-25, 25-16, 25-21, 25-23 |

| Gara 4 |                         |     |                     |
|        |                         |     |                     |
| 23-11  | San Sebastián - Corozal | 0-3 | 21-25, 22-25, 24-26 |

| Gara 5 |                           |     |                     |
|        |                           |     |                     |
| 26-11  | San Sebastián - Naranjito | 0-3 | 22-25, 18-25, 22-25 |

| Gara 6 |                     |     |                                   |
|        |                     |     |                                   |
| 28-11  | Corozal - Naranjito | 3-2 | 19-25, 17-25, 25-17, 25-20, 15-12 |

###### Classifica
| Pos. | Squadra                  | G | V | P | SV | SP | Ratio | PF | PS | Ratio |
| ---- | ------------------------ | - | - | - | -- | -- | ----- | -- | -- | ----- |
| 1.   | Changos de Naranjito     | 4 | 3 | 1 |    |    |       |    |    |       |
| 2.   | Plataneros de Corozal    | 4 | 2 | 2 |    |    |       |    |    |       |
| 3.   | Caribes de San Sebastián | 4 | 1 | 3 |    |    |       |    |    |       |

      In semifinale.

##### Girone B

###### Risultati
| Gara 1 |                  |     |                            |
|        |                  |     |                            |
| 18-11  | Guaynabo - Yauco | 3-1 | 25-23, 20-25, 25-19, 25-17 |

| Gara 2 |                  |     |                                   |
|        |                  |     |                                   |
| 20-11  | Carolina - Yauco | 2-3 | 25-20, 15-25, 25-23, 25-21, 11-15 |

| Gara 3 |                     |     |                     |
|        |                     |     |                     |
| 22-11  | Guaynabo - Carolina | 3-0 | 25-12, 25-15, 25-15 |

| Gara 4 |                  |     |                                   |
|        |                  |     |                                   |
| 25-11  | Yauco - Carolina | 3-2 | 25-20, 22-25, 21-25, 25-17, 15-10 |

| Gara 5 |                  |     |                            |
|        |                  |     |                            |
| 27-11  | Yauco - Guaynabo | 1-3 | 23-25, 25-16, 21-25, 14-25 |

| Gara 6 |                     |     |                                   |
|        |                     |     |                                   |
| 29-11  | Carolina - Guaynabo | 2-3 | 25-19, 13-25, 23-25, 25-22, 13-15 |

###### Classifica
| Pos. | Squadra              | G | V | P | SV | SP | Ratio | PF | PS | Ratio |
| ---- | -------------------- | - | - | - | -- | -- | ----- | -- | -- | ----- |
| 1.   | Mets de Guaynabo     | 4 | 4 | 0 |    |    |       |    |    |       |
| 2.   | Cafeteros de Yauco   | 4 | 2 | 2 |    |    |       |    |    |       |
| 3.   | Gigantes de Carolina | 4 | 0 | 4 |    |    |       |    |    |       |

      In semifinale.

#### Semifinali
| Gara 1 |                    |     |                                   |
|        |                    |     |                                   |
| 02-12  | Naranjito - Yauco  | 3-2 | 27-29, 25-23, 21-25, 25-21, 15-12 |
| 01-12  | Guaynabo - Corozal | 3-0 | 25-21, 25-18, 25-21               |

| Gara 2 |                    |     |                                   |
|        |                    |     |                                   |
| 05-12  | Yauco - Naranjito  | 3-1 | 21-25, 27-25, 25-21, 26-24        |
| 03-12  | Corozal - Guaynabo | 3-2 | 25-27, 25-20, 23-25, 25-20, 15-13 |

| Gara 3 |                    |     |                     |
|        |                    |     |                     |
| 07-12  | Naranjito - Yauco  | 3-0 | 25-15, 25-18, 25-20 |
| 06-12  | Guaynabo - Corozal | 3-0 | 25-19, 25-17, 25-21 |

| Gara 4 |                    |     |                                   |
|        |                    |     |                                   |
| 09-12  | Yauco - Naranjito  | 0-3 | 13-25, 17-25, 18-25               |
| 08-12  | Corozal - Guaynabo | 2-3 | 25-16, 25-22, 22-25, 22-25, 10-15 |

| Gara 5 |                    |     |                                  |
|        |                    |     |                                  |
| 11-12  | Naranjito - Yauco  | 3-1 | 25-15, 25-22, 22-25, 25-22       |
| 10-12  | Guaynabo - Corozal | 2-3 | 21-25, 24-26, 25-20, 25-14, 9-15 |

| Gara 6 |                    |     |                     |
|        |                    |     |                     |
| 12-12  | Corozal - Guaynabo | 0-3 | 22-25, 16-25, 21-25 |

#### Finale
| Gara 1 |                      |     |                                   |
|        |                      |     |                                   |
| 14-12  | Naranjito - Guaynabo | 3-2 | 25-23, 21-25, 25-22, 21-25, 15-11 |

| Gara 2 |                      |     |                     |
|        |                      |     |                     |
| 16-12  | Guaynabo - Naranjito | 3-0 | 25-19, 25-18, 25-20 |

| Gara 3 |                      |     |                     |
|        |                      |     |                     |
| 17-12  | Naranjito - Guaynabo | 0-3 | 21-25, 17-25, 22-25 |

| Gara 4 |                      |     |                            |
|        |                      |     |                            |
| 19-12  | Guaynabo - Naranjito | 3-1 | 25-22, 25-21, 23-25, 25-23 |

| \| Gara 5 \| \| \| \| \| \| \| \| \| \| 21-12 \| Naranjito - Guaynabo \| 0-3 \| 17-25, 19-25, 19-25 \| |                      |     |                     |
| Gara 5                                                                                                 |                      |     |                     |
| |                      |     |                     |
| 21-12                                                                                                  | Naranjito - Guaynabo | 0-3 | 17-25, 19-25, 19-25 |

|  | Semifinali            | Semifinali            | Semifinali            | Semifinali           | Semifinali | Semifinali | Semifinali | Semifinali | Semifinali |  |  | Finale               | Finale               | Finale               | Finale               | Finale | Finale | Finale | Finale | Finale |  |
|  |                       |                       |                       |                      |            |            |            |            |            |  |  |                      |                      |                      |                      |        |        |        |        |        |  |
|  | Changos de Naranjito  | Changos de Naranjito  | Changos de Naranjito  | Changos de Naranjito | 3          | 1          | 3          | 3          | 3          |  |  |                      |                      |                      |                      |        |        |        |        |        |  |
|  | Cafeteros de Yauco    | Cafeteros de Yauco    | Cafeteros de Yauco    | Cafeteros de Yauco   | 2          | 3          | 0          | 0          | 1          |  |  | Changos de Naranjito | Changos de Naranjito | Changos de Naranjito | Changos de Naranjito | 3      | 0      | 0      | 1      | 0      |  |
|  | Mets de Guaynabo      | Mets de Guaynabo      | Mets de Guaynabo      | 3                    | 2          | 3          | 3          | 2          | 3          |  |  | Mets de Guaynabo     | Mets de Guaynabo     | Mets de Guaynabo     | Mets de Guaynabo     | 2      | 3      | 3      | 3      | 3      |  |
|  | Plataneros de Corozal | Plataneros de Corozal | Plataneros de Corozal | 0                    | 3          | 0          | 2          | 3          | 0          |  |  |                      |                      |                      |                      |        |        |        |        |        |  |

## Premi individuali
| Premio                   | Giocatore                       | Squadra                               |
| ------------------------ | ------------------------------- | ------------------------------------- |
| MVP della Regular season | Ulises Maldonado                | Plataneros de Corozal                 |
| MVP delle finali         | Kevin Rodríguez                 | Mets de Guaynabo                      |
| Miglior palleggiatore    | Juan Miguel Ruiz                | Changos de Naranjito                  |
| Miglior libero           | Luis Bertrán                    | Gigantes de Carolina                  |
| Miglior esordiente       | Geraldo Rivera Gabriel Quiñones | Indios de Mayagüez Cafeteros de Yauco |
| Rising star              | Ricardo Massanet                | Cafeteros de Yauco                    |
| Rising ritorno           | José Guilloty                   | Caribes de San Sebastián              |
| Miglior allenatore       | Abel Franceschi                 | Cafeteros de Yauco                    |
| Miglior presidente       | Jorge Báez                      | Cafeteros de Yauco                    |
| All-Star Team            | Juan Miguel Ruiz                | Changos de Naranjito                  |
| All-Star Team            | Eddie Rivera                    | Cafeteros de Yauco                    |
| All-Star Team            | Jackson Rivera                  | Changos de Naranjito                  |
| All-Star Team            | Ulises Maldonado                | Plataneros de Corozal                 |
| All-Star Team            | Jessie Colón                    | Cafeteros de Yauco                    |
| All-Star Team            | Luis Candelario                 | Changos de Naranjito                  |
| All-Star Team            | Luis Bertrán                    | Gigantes de Carolina                  |